# Симеон Бекбулатович
Саїн-Булат хан (після хрещений як Симеон Бекбулатович, в монаш.Стефан, тат. Sainbulat,  Саінбулат,  ساین بولاط) (пом. 5 січня 1616) — татарин, касимовський правитель, казанський хан (цар) (1567—1573) з династії Гераїв. Син султана ногайської орди Бек-Булата, правнук хана Великої Орди Ахмат-хана, прямий нащадок Чингізхана. Разом з батьком перейшов на службу до Івана IV Васильовича Грозного. Брав участь у Лівонських походах 1570-х років. Визнаний іншими монархами царем Московського царства і великим князем всієї Русі в 1575—1576. Великий князь тверський (1576—1585).

## Життєпис

### Царювання У Касимові
За наказом Івана IV молодий Саїн-Булат хан одружився з дівчиною з відомого боярського роду — Марією Андріївною Клеопіною-Кутузовою. Шлюб з російською аристократкою представника роду Чингізидів, який стояв за своїм становищем вище московської знаті, ще більше зміцнив його позиції. 
Віддавати запрошеним на царську службу татарським князям в уділи цілі міста було цілком в традиціях того часу. Тому нікого не здивувало, коли в кінці 1560-х рр. Саін-Булата було призначено ханом в Касимов. В знак особливої прихильності царя він отримав титул «слуга государя», тоді як навіть самі родовиті бояри іменувалися лише «холопами Івана Грозного».
Касимовський хан Саін-Булат взяв участь у Лівонській війні, а також у походах на Пайде, Орєшек і Коливань.

### Династичний другий шлюб
У липні 1573 р. Саїн-Булат хрестився за ім'ям Симеон. Того ж літа овдовілий на той час Симеон Бекбулатович одружився вдруге на княгині Анастасії Мстиславській, доньці князя Івана Федоровича Мстиславського, колишнього глави земщини, та вдові князя Черкаського. 
Завдяки цьому династичному шлюбу цар Касимовський Симеон Бекбулатович поріднився з царською родиною, оскільки в жилах його другої дружини текла кров Софії Палеолог. У шлюбі в них було шестеро дітей: троє синів — Федір, Дмитро, Іван та три дочки: Євдокія, Марія, Анастасія. Симеон Бекбулатович пережив усіх своїх дітей і дружину, що постриглася в черниці під ім'ям Олександра і померла 7 червня 1607 року. Вона була похована в Симоновому монастирі.

### Великий князь Симеон Бекбулатович
Згідно поширеній версії, у 1574 р. Іван IV Васильович зрікся титулу царя-спадкоємця візантійського, чим продемонстрував кримським Гераям і османам, що не претендує на першість в роді Чингісидів і звів на нього Симеона Бекбулатовича. Симеон Бекбулатович пробув царем Московії та великим князем всієї Русі 11 місяців, поки інші монархи та Папа Римський не визнав за ним титул царя. Відомі жалувані грамоти, написані від імені царя Симеона Бекбулатовича. 
Восени 1575 р. в Успенському соборі Кремля Симеон був посаджений Іваном Грозним на царство:
|  | …посадил царем на Москве Симеона Бекбулатовича и царским венцом его венчал, а сам назвался Иваном Московским и вышел из города, жил на Петровке; весь свой чин царский отдал Симеону, а сам ездил просто, как боярин, в оглоблях… |

Над Симеоном був здійснений обряд вінчання на царство, він головував у думі земських бояр і видавав від свого імені урядові укази. Жив Симеон у Москві, оточений пишним двором, у той час як Грозний оселився у скромній будівлі на Петрівці. У своїх посланнях Симеону Іван Грозний дотримувався пройнятих приниженнями формул звернень підданого до царя:«Государю великому князю Семиону Бекбулатовичю всеа Русии Иванец Васильев с своими детишками, с Ыванцом да с Федорцом, челом бьют». Формально країна була розділена на володіння Великого князя Симеона і на «долю» Івана, але фактично правителем держави залишався Іван Васильович.
«Політичний маскарад» (В. О. Ключевський, С. Ф. Платонов), при якому Іван Грозний, начебто, продовжував зберігати владу, істориками пояснений не був, що змушує сучасних дослідників висувати також альтернативні версії розвитку подій. Насправді, зреченню Грозного передував довгий ланцюжок подій. Найдраматичніші з них розігралися за лаштунками.
У Москві Симеон просидів лише 11 місяців, після чого у 1576 р. Іван Васильович буцімто повернувся на трон, а царя Симеона жалував великим князем Тверським. Проте, Симеон Бекбулатович і надалі залишався одним із імовірних претендентів на московський престол. 
Після смерті Івана Грозного, цілуючи хрест новому царю Борису Годунову, кожен боярин мав обіцяти «царя Симеона Бекбулатовича і його дітей та іншого нікого на Московське царство не хотіти бачити …». До правління Бориса Годунова Симеон був позбавлений спадку і зведений на одну Тверську вотчину; він збіднів, осліп (є ряд версій на користь того, що він був засліплений за вказівкою Бориса Годунова) і жив у злиднях. Після обрання на царство Бориса Годунова, противники його повели агітацію на користь Симеона, і наляканий Борис заслав того у якесь віддалене місто.
Пізніше Дмитрій I постриг Симеона в Кирило-Білозерському монастирі в інока під іменем старця Стефана (1606). Василь Шуйський у тому ж році наказав заслати його на Соловки. Помер 5 січня 1616 і був похований поруч з дружиною в Симоновому монастирі. На надгробку був напис: «Лета 7124 году генваря в 5 день преставился раб божий царь Симеон Бекбулатович во иноцех схимник Стефан». В наш час[коли?] могила втрачена. На місці монастиря знаходиться Палац культури ЗІЛ.
Деякі політологи порівнюють з Симеоном президента Росії Д. А. Медведєва .